# فرویو (نزدیک هلوتیکا)، شهرستان رندولف، ویرجینیای غربی
فرویو (به انگلیسی: Fairview) یک منطقهٔ مسکونی در ایالات متحده آمریکا است که در شهرستان رندولف، ویرجینیای غربی واقع شده‌است. فرویو ۸۸۶٫۹۸ متر بالاتر از سطح دریا واقع شده‌است.